# کامیلا گیروگی
 کامیلا گیروگی (ایتالیایی: Camila Giorgi؛ زاده ۳۰ دسامبر ۱۹۹۱) یک تنیس‌باز اهل ایتالیا است.